# 高铼酸钕
高铼酸钕是一种无机化合物，化学式为Nd(ReO4)3，存在无水物和四水合物。它可由过量的氧化钕和240 g/L的高铼酸溶液反应得到。在其溶液中可以观测到NdReO42+和Nd(ReO4)2+，稳定常数分别为16.5和23.6。
高铼酸钕和NdRe2在高温下反应，可以制得Nd4Re6O19。